# کیریل متکوف
کیریل متکوف (انگلیسی: Kiril Metkov؛ زادهٔ ۱ فوریهٔ ۱۹۶۵) بازیکن سابق فوتبال اهل بلغارستان است.
از باشگاه‌هایی که در آن بازی کرده‌است می‌توان به باشگاه فوتبال گامبا اوساکا، باشگاه فوتبال لوکوموتیو صوفیه، باشگاه فوتبال زسکا صوفیه اشاره کرد.